# Sam Reid

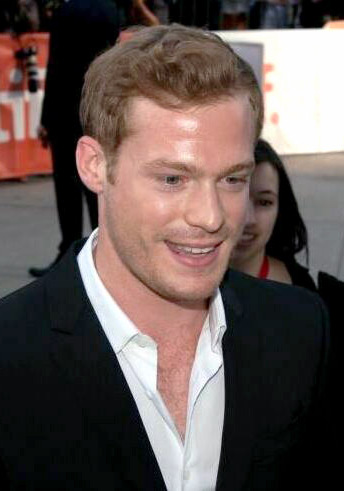
Sam Reid (2013)

Sam Reid (* 19. Februar 1987 in New South Wales) ist ein australischer Schauspieler. Bekannt ist er vor allem für seine Auftritte in Anonymus, Dido Elizabeth Belle und Die Liebe seines Lebens.

## Leben
Reid wurde als Sohn eines Farmers in New South Wales in Australien geboren. Sein älterer Bruder Rupert ist ebenfalls als Schauspieler tätig. Er besuchte die private Jungenschule Cranbrook School in Sydney. Kurz nach Abschluss der Schule lebte er für kurze Zeit in New York City und zog wenig später nach London um seiner Ausbildung zum Schauspieler nachzugehen. Im Jahr 2010 machte er seinen Abschluss an der London Academy of Music and Dramatic Art, wo er außerdem als sogenannter „star student“ ausgezeichnet wurde.
Zurzeit lebt Reid in London.

## Karriere
Während seines letzten Semesters an der London Academy of Music and Dramatic Art wurde er für den Film Anonymus gecastet. Ohne das Drehbuch bekommen zu haben, wurde er am nächsten Tag spontan für die Rolle des Earl of Essex besetzt.
Nachdem Sam Claflin die Produktion verlassen hatte, wurde er 2012 mit Reid in dem Filmdrama Dido Elizabeth Belle ersetzt.

## Filmografie
- 2007: All Saints (Fernsehserie, Episode 10x02)
- 2010: The Taking of Prince Harry (Fernsehfilm, als Sebastian Reid)
- 2011: Anonymus (Anonymous), als Sebastian Reid
- 2011: Spooks – Im Visier des MI5 (Spooks, Fernsehserie, 3 Episoden)
- 2012: Der junge Inspektor Morse (Endeavour, Fernsehserie, Episode 1x01)
- 2012: Whitechapel (Fernsehserie, Episode 3x04)
- 2012: Hatfields & McCoys (Miniserie, 3 Episoden)
- 2012: Headhunt (Red Inc.)
- 2013: Agatha Christie’s Marple – Greenshaw’s Folly (Fernsehfilm)
- 2013: Die Liebe seines Lebens (The Railway Man)
- 2013: Dido Elizabeth Belle
- 2014: ’71
- 2014: Serena
- 2014: The Riot Club
- 2015: The Astronaut Wives Club (Fernsehserie, 10 Episoden)
- 2016: Despite the Falling Snow
- 2016: The Limehouse Golem
- 2017: 2:22 – Zeit für die Liebe (2:22)
- 2019: Waiting for the Barbarians
- 2019: Lambs of God (Miniserie, 4 Episoden)
- 2021: The Newsreader (Fernsehserie, 6 Episoden)
- 2021: The Drover’s Wife – Die Legende von Molly Johnson (The Drover’s Wife)
- seit 2022: Interview with the Vampire (Fernsehserie, 7 Episoden)